# Psaphida muralis
Psaphida muralis là một loài bướm đêm trong họ Noctuidae.